# Mantineu
A la mitologia grega, Mantineu (en grec antic: Μαντινεὺς) va ser l'heroi epònim de la ciutat de Mantinea, a l'Arcàdia.
Mantineu i els seus germans, n'eren més de cinquanta, eren fills de Licàon. La mare de Mantineu podia ser la nimfa Cilene o Nonacris, o era fill d'una dona desconeguda.
La seva filla, Aglaia, va ser l'esposa d'Abant, rei d'Argos.
Pausànias diu que la ciutat de Mantinea es troba aproximadament a uns dotze estadis després d'una font. Sembla que Mantineu la va fundar en un altre lloc, que «ara (en temps de Pausànias) els grecs anomenen Ptolis». Des d'allà, Antínoe, filla de Cefeu, per ordre d'un oracle, va portar tots els seus habitants fins a Mantinea, guiada per una serp, de la que no hi ha record de quina espècie era. Per això, el riu que passa prop de la ciutat s'anomena Ofis ('serp').